# Lópióca
A lópióca (Haemopis sanguisuga) a nyeregképzők (Clitellata) osztályának sima piócák (Arhynchobdellida) rendjébe, ezen belül a Haemopidae családjába tartozó faj.
Nemének a típusfaja.

## Előfordulása
A lópióca mindenütt megtalálható és eléggé gyakori.

## Megjelenése
A lópióca testhosszúsága 6–10 centiméter. Színe a sötétbarnától a palaszürkéig vagy a feketéig sötétedhet, testének peremén olykor világos szegély húzódik, egyébként szembetűnő rajzolata nincs. Az orvosi piócával megegyezően 10 kis szeme van (pigment serlegszemek), melyek az elülső szelvények oldalain helyezkednek el. Állkapcsaiban két szabálytalan sorban 14–14 meglehetősen tompa fog található, melyek nem teszik lehetővé a számára, hogy gerinces állatok bőrét átvághassa.

## Életmódja
A lópióca álló- és lassan folyó vizek, például kisebb tavak, árkok, források kifolyóinak lakója. Gyakran a vízen kívül, kövek vagy deszkák alatt tartózkodik. A közeli rokon orvosi piócával ellentétben nem vérszívó, hanem kifejezetten falánk ragadozó. Minden víziállatot, amelyet le tud győzni – így rovarlárvákat, csigákat, férgeket, sőt más piócákat is –, elfogyaszt. Zsákmányát egyben nyeli le.